# Parachampionella rankanensis
Parachampionella rankanensis là một loài thực vật có hoa trong họ Ô rô. Loài này được (Hayata) Bremek. mô tả khoa học đầu tiên năm 1944.